# گریگوری ارژنیکیدزه
گریگوری کنستانتینوویچ اُرژُنیکیدزه (گرجستانی: სერგო კონსტანტინეს ძე ორჯონიკიძე) معروف به سرگو اُرژُنیکیدزه (۱۸۸۶–۱۹۳۷ میلادی) بلشویک گرجی تبار و عضو پولیتبورو حزب کمونیست اتحاد شوروی بود.

## فعالیت سیاسی
فعالیت سیاسی را از سال ۱۹۰۳ بعد از فارغ‌التحصیل شدن از مدرسه پزشکی در تفلیس آغاز کرد. بین سال‌های ۱۹۰۷ تا ۱۹۱۲ سه بار بخاطر فعالیت در حزب سوسیال دموکرات کارگری روسیه و فعالیت‌های ضد دولتی دستگیر، زندانی و تبعید گردید. وی در جنگ داخلی روسیه با ارتش سفید جنگید و بعد از پیروزی بلشویک‌ها در گرجستان، آذربایجان و قفقاز و استقرار جمهوری سوسیالیستی در آن مناطق، او سمت ریاست کمیته قفقاز و گرجستان را بعهده گرفت.
در پیروزی انقلاب اکتبر ۱۹۱۷ سهم بسزایی داشت و بعد از لنین نفر دوم شورای کمیسرهای خلق محسوب می‌شد. در دوران استالین نیز دارای مناصب کلیدی بود، در سال ۱۹۲۶ عضو پولیتبورو گردید و نیز مدتی وزیر صنایع سنگین بود.

## نماینده لنین

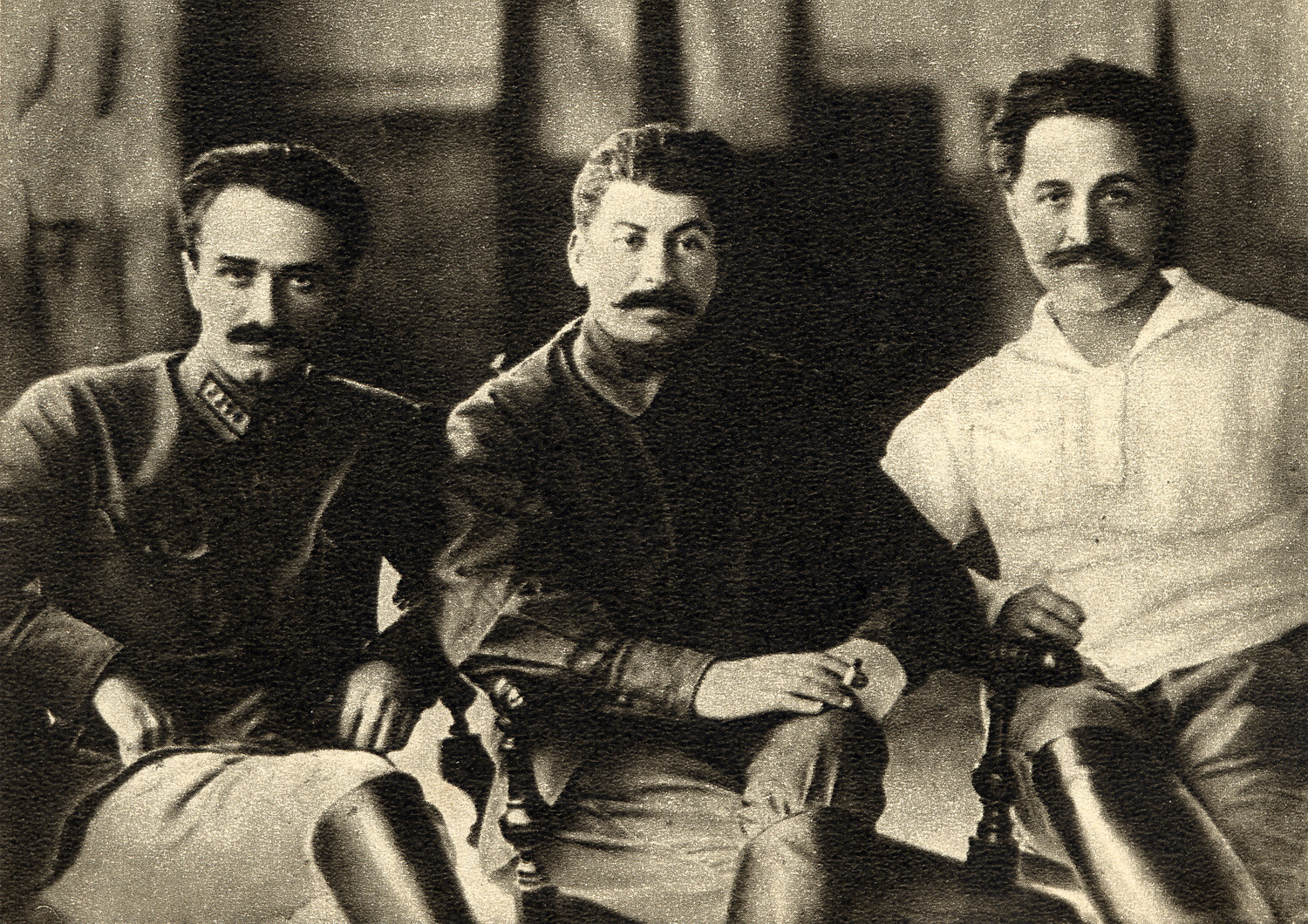
اُرژُنیکیدزه، استالین و میکویان. سال ۱۹۲۵

قبل و بعد از حمله نظامی ارتش سرخ به انزلی در ماه مه ۱۹۲۰ و اشغال انزلی، اختلاف و دودستگی بین اعضاء سوسیالیست جنبش جنگل و میرزا کوچک خان پیش آمده بود و تبلیغات سوسیالیستی و کمونیستی در داخل دولت تازه تأسیس جمهوری شوروی سوسیالیستی ایران با عقاید میرزا کوچک تطابق نداشت. در این زمان اُرژُنیکیدزه به عنوان نماینده لنین جهت میانجیگری عازم رشت گردید و به همراه فیودور راسکولنیکوف فرمانده نیروی دریایی مذاکرات متعددی با میرزا کوچک انجام داد و در طی یک عهدنامه، مواضع میرزا کوچک را قبول و مورد تأیید قرار داد.

## مرگ

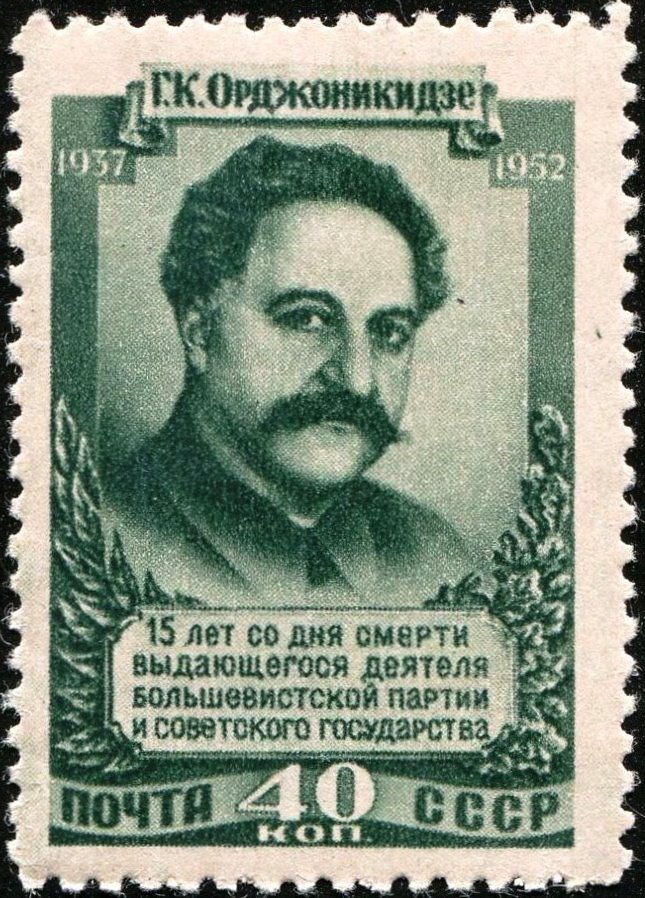
تمبر یادبود سال ۱۹۵۲

با وجود اینکه از نزدیکان استالین بود ولی او هم از تصفیه‌های استالین در امان نماند. در فوریه سال ۱۹۳۷ روزنامه پراودا اعلام کرد که رفیق اُرژُنیکیدزه بعلت سکته قلبی درگذشته است. اما درحقیقت مرگ او بعلت خودکشی با شلیک گلوله به قلب بوده‌است. موضوع خودکشی وی را برای اولین بار در سال ۱۹۵۶ نیکیتا خروشچف در گزارش محرمانه خود ذکر کرده‌است. در بیست و دومین کنگره حزب کمونیست شوروی، خروشچف از وی تجلیل بعمل آورد و او را همکار لنین، بلشویکی قدیمی و یکی از پایه‌گذاران حزب کمونیست نامید و گفت «او خودکشی کرد چون دیگر نمی‌توانست رژیم استالین را تحمل کند».

## میراث
چندین شهر و ناحیه در اتحاد جماهیر شوروی به نام ارژنیکیدزه تغییر نام دادند. بزرگترین شهر ولادی قفقاز، پایتخت اوستیای شمالی بود که در سال ۱۹۳۱ نامش به ارژنیکیدزه تبدیل شد. در طول دهه ۱۹۳۰ بسیاری از کارخانه‌ها نیز از ارژنیکیدزه نام گرفتند. پس از مرگش این روند معکوس شد: بنابراین تا سال ۱۹۴۲ تقریباً همه آن شهرها دوباره تغییر نام داده بودند. تنها استثناء ولادی قفقاز بود که تا چندی نام ارژنیکیدزه را با خود داشت. شهر وحدت در تاجیکستان مدتی ارژنیکیدزه خوانده می‌شد.